# 反神论
反神论（英語：Antitheism），或称反有神论、反神主义，是直接明确反对有神论的思想和理论。
哲学上，反神论一般是指反对一切相信有神的思想，而在神学上或具体宗教信仰中，反神论可能指直接反对相信一个或一系列特定的神。
反神论有时容易同无神论混淆，两者虽然相似但並不相同。前者是直接反对有神论，而后者是拒绝接受有神论。反神论还有可能同反宗教混淆，但后者是反对宗教这一形式，而反神论則是反对相信神。